# Bangladesh Television
Bangladesh Television (kurz BTV; bengalisch: বাংলাদেশ টেলিভিশন) ist der staatliche Fernsehanbieter von Bangladesch.

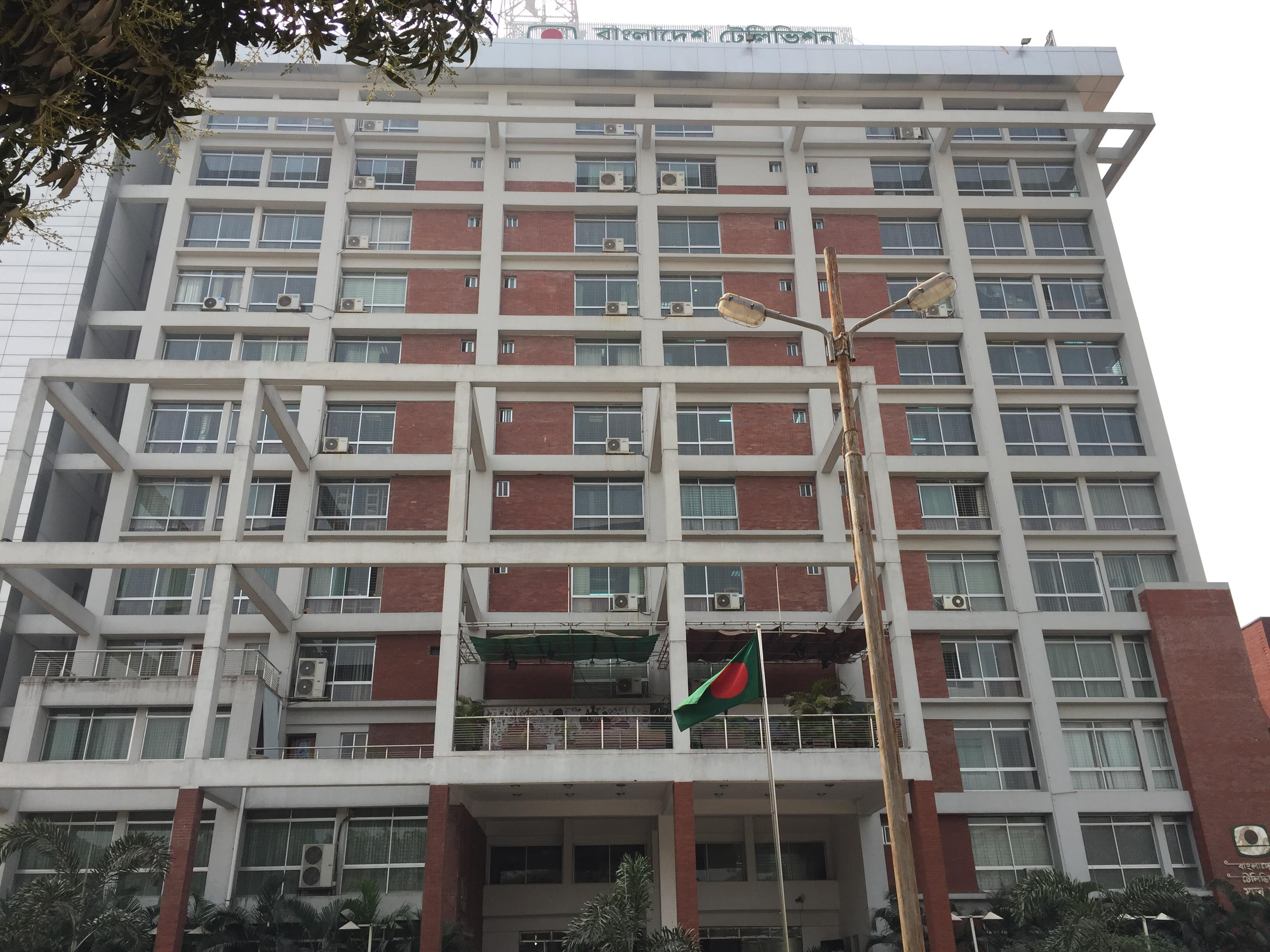
Verwaltungsgebäude von BTV

1964 begann die Ausstrahlung von Fernsehsendungen im damaligen Ost-Pakistan durch PTV. Nach der Unabhängigkeit erfolgte 1971 die Umbenennung in BTV und 1972 die Verstaatlichung. 1975 wurde ein neues Gebäude in Dhakas Stadtteil Rampura bezogen. Die ersten Sendungen in Farbe gab es 1980. BTV World startete im Februar 2004 via AsiaSat.
Bis 2014 ist das staatseigene BTV der einzige Anbieter von terrestrischen Fernsehen in Bangladesch. Insbesondere in ländlichen Gegenden ist dies der einzige Fernsehempfang, während die städtische Bevölkerung zunehmend Kabelfernsehen mit einer Auswahl von Fernsehsendern erhält. Allerdings haben insgesamt nur 26 % der Fernsehhaushalte in Bangladesch einen Kabelanschluss.
Die Hauptnachrichten in englischer Sprache werden um 22:00 Uhr bengalischer Zeit ausgestrahlt (নিউজ অ্যাট টেন).